# 埃曼紐爾·特拉諾瓦
埃曼紐爾·特拉諾瓦（義大利語：Emanuele Terranova；1987年4月14日—）是一位意大利足球運動員。在場上的位置是後衛。他現在效力於意大利足球甲級聯賽球隊薩索羅足球體育俱樂部。他曾效力於巴勒莫足球俱樂部。